# Fokknuten
Der Fokknuten (norwegisch für Gischtspitze) ist ein kleiner Nunatak im ostantarktischen Königin-Maud-Land. Er ragt 6 km östlich der Gebirgsgruppe Perlebandet im Gebirge Sør Rondane auf.
Norwegische Kartografen, die ihn auch benannten, kartierten ihn 1957 anhand von Luftaufnahmen, die bei der US-amerikanischen Operation Highjump (1946–1947) entstanden.